# Dopravní podnik měst Chomutova a Jirkova

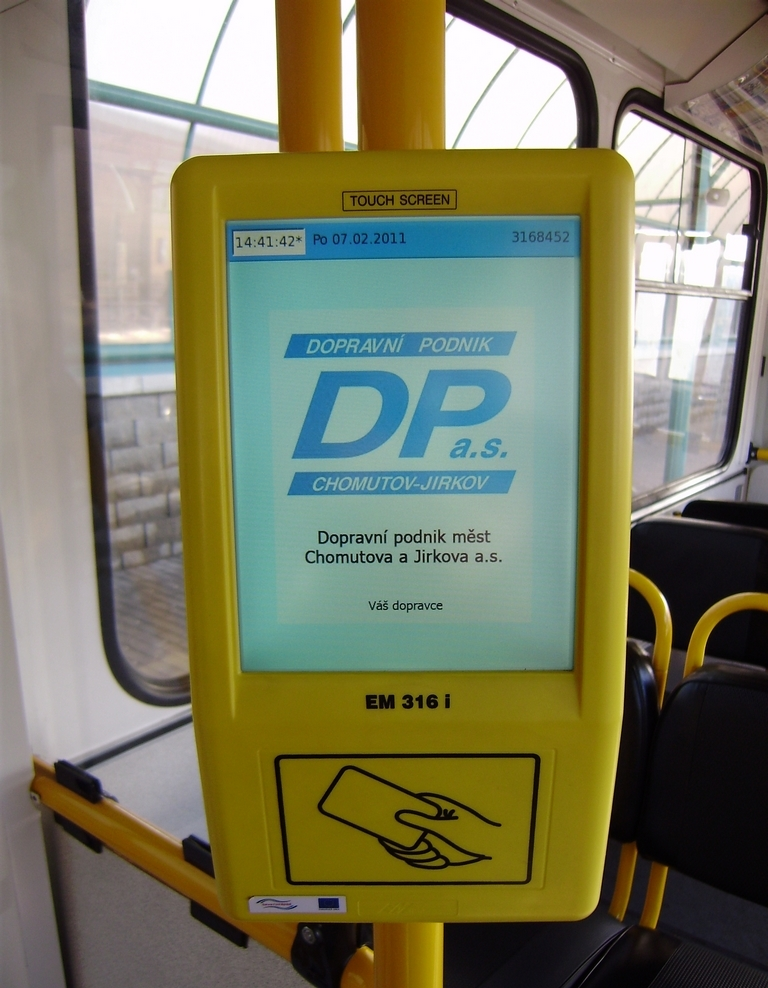
Výstupní čtečka EM-TEST v trolejbuse DPCHJ

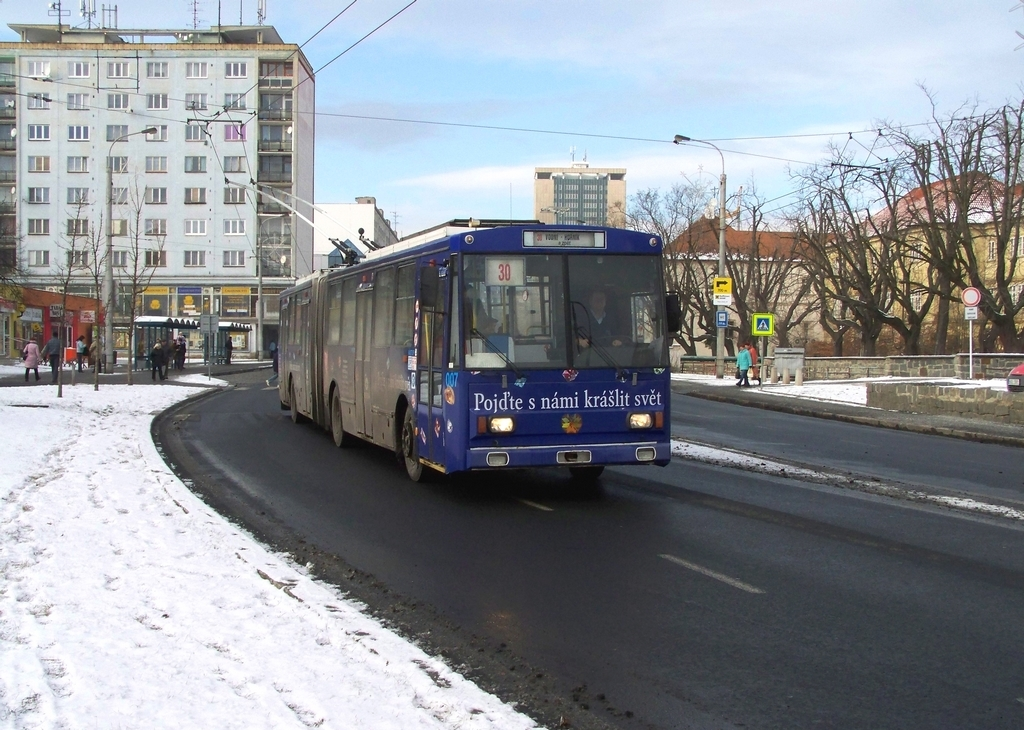
Trolejbus Škoda 15Tr na lince 30 v roce 2007

Dopravní podnik měst Chomutova a Jirkova a.s. (zkratka DPCHJ) je dopravce, který provozuje městskou autobusovou a trolejbusovou dopravu v Chomutově a v Jirkově. Na základním kapitálu se 84,15 % podílí město Chomutov, 15,85 % město Jirkov. DPCHJ nemá podstatný ani rozhodující vliv v žádné další společnosti. DPCHJ je řádným členem Sdružení dopravních podniků ČR.
Za rok 2012 firma uváděla celkový dopravní výkon (včetně neveřejné a komerční dopravy) 5,7 milionu km a 7,2 milionu přepravených cestujících. Měla přes 250 zaměstnanců a provozovala asi 18 trolejbusů, 24 autobusů pro MHD a 57 autobusů pro linkovou a zájezdovou dopravu (včetně minibusů).

## Historie
Autobusovou dopravu v Chomutově na lince od nádraží do města zavedl roku 1927 soukromý dopravce Erwin Leidl. V letech 1938–1940 provozovala tři městské linky Říšská poštovní správa, v letech 1940–1945 Deutsche Reichsbahn. V letech 1945–1949 zajišťovaly MHD Československé státní dráhy, pak mostecký dopravní závod ČSAD (502). V roce 1953 vznikl chomutovský dopravní závod ČSAD se sídlem v Prunéřově. Později chomutovský dopravní závod krajského národního a poté státního podniku ČSAD Ústí nad Labem nesl číslo 404.[zdroj?]
Původní Dopravní podnik města Chomutova byl založen údajně v roce 1987 jako investorská organizace pro výstavbu zamýšlené tramvajové rychlodráhy z Chomutova do Jirkova. (v elektronické databázi obchodního rejstříku informace o této organizaci není uvedena). Projekt tramvajové dopravy vznikl v roce 1980. V Dvořákově ulici v Jirkově již vznikl asi 700 metrů dlouhý pás pro položení tramvajových kolejí. Kolem roku 1990 však ze záměru sešlo a roku 1992 začala místo toho výstavba trolejbusových tratí. 13. prosince 1990 rada města Chomutova odsouhlasila delimitaci Dopravního podniku města Chomutova do státního podniku ČAD-DP Chomutov k 31. prosinci 1990.
Podle obchodního rejstříku byl zakládací listinou Městského národního výboru v Chomutově ze dne 12. září 1990 založen a od 1. října 1990 do 26. listopadu 1999 zapsán podnik Česká automobilová doprava a dopravní podnik, státní podnik (užíval zkratku ČAD-DP Chomutov, IČ 00526673), na který přešla „práva a povinnosti státního podniku ČSAD v rozsahu určeném dohodou státních podniků a jejich zakladatelů“ (šlo o transformací chomutovského dopravního závodu 404 krajského státního (původně národního) podniku ČSAD Ústí nad Labem); mezi jeho činnosti podle obchodního rejstříku patřil mimo jiné provoz hromadné přepravy osob na území města Chomutova a Jirkova včetně pomocných činností s tímto souvisejících a provoz pravidelné i nepravidelné přepravy osob, nákladní doprava, zasilatelská činnost včetně skladování a taxislužba. Po vzniku akciové společnosti DPCHJ byl zrušen bez likvidace rozhodnutím zakladatele ze dne 25. června 1997.
Dne 1. dubna 1996 vznikl v souvislosti s předchozím zavedením trolejbusové dopravy nový dopravce s názvem Dopravní podnik měst Chomutova a Jirkova a.s. (IČ 64053466). Jeho vztah k předchozím subjektům není v obchodním rejstříku zmíněn; podle webu SPVD je dnešní dopravní podnik následníkem dřívější ČAD Chomutov nebo ČSAD, n. p. Ústí nad Labem, dopravní závod 404 Chomutov. Podle obchodního rejstříku jsou akcie v listinné podobě na jméno, avšak vlastníky obchodní rejstřík neuvádí. Výroční zprávy uvádějí majoritní podíl 84,15 % města Chomutov, zbytek (15,85 %) drží město Jirkov. Všechny akcie společnosti jsou kmenové listinné na jméno; v obchodním rejstříku není uvedeno, kdo byl či je vlastníkem; akcie bylo možno převádět až po 5 letech od jejich vydání.

## Sídlo a organizace
Nejvyšším orgánem je valná hromada akcionářů, statutárním orgánem představenstvo, kontrolním orgánem dozorčí rada. Představenstvo jmenuje generálního ředitele společnosti, jemuž jsou podřízeni odborní ředitelé (personální ředitel, finanční ředitel, projektový a investiční manažer, provozně-technický ředitel, ředitel divize městské hromadné dopravy, ředitel divize linkové a zájezdové dopravy). Přepravní kontrola a IT oddělení spadá pod personálního ředitele, opravárenství a provozně-technická infrastruktura pod provozně-technického ředitele. Divize MHD a divize LaZd mají samostatné dispečinky. Generálním ředitelem je Ing. Petr Maxa, předsedou představenstva Jaroslav Komínek.
Sídlo společnosti je na adrese Školní 999/6 v Chomutově, příslušející k autobusovému nádraží v centru Chomutova. Do roku 2006 bylo sídlo na adrese Dolní 1415 v Chomutově. Budova vedení společnosti je na adrese Obchodní zóna Otvice 251 v obci Otvice, několik desítek metrů za hranicí města Chomutova. Garáž autobusů a vozovna trolejbusů se nachází na území obce Otvice, na ploše mezi sídlištěm Zahradní a jirkovskou železniční zastávkou, jižně od budovy vedení a západně od obchodní zóny Otvice.

## MHD v Chomutově a Jirkově
Městskou hromadnou dopravu v Chomutově a Jirkově tvoří společná síť autobusových a trolejbusových linek. Městskou autobusovou dopravu tvoří 15 linek s čísly v rozmezí 1–17 (15 linek) a licenčními čísly z řady 525xxx. Trolejbusový provoz v Chomutově a Jirkově je nejmladším v České republice, první úsek, spojující obě města, byl uveden do provozu 1. července 1995. Trolejbusové linky původně přebíraly čísla po nahrazovaných autobusových linkách, roku 1998 dostaly nová čísla z číselné řady 20 až 34, přičemž na číslici 2 začínají vnitroměstské linky v Chomutově a na číslici 3 linky propojující obě města. Trolejbusy používají napájecí systém 750 V, stejně jako síť v Českých Budějovicích.[zdroj?]
V roce 2012 tvořilo MHD 16 autobusových a 7 trolejbusových městských linek, na nichž v pracovních dnech jezdilo téměř 800 spojů a o víkendech a svátcích přes 600 spojů denně. Za rok 2012 byly výkony autobusů MHD ve veřejné službě 1,15 milionu km a výkony trolejbusů 0,7 milionu km, přepraveno bylo podle výkazů 5,2 milionu cestujících. Podobný rozsah kilometrických výkonů byl i v roce 2011. V roce 2009 byl rozsah sítě 16 autobusových a 7 trolejbusových linek, výkon 2,3 milionu km a 11 milionů cestujících; v roce 2010 bylo o 1 autobusovou linku méně, výkon činil vlivem optimalizace sítě jen necelé 2 miliony km a necelých 9 milionů cestujících. V roce 2009 uváděla výroční zpráva v síti 108 autobusových zastávek MHD a 32 trolejbusových zastávek.
Do Jirkova zajíždělo z Chomutova šest autobusových linek (1, 2, 10, 11, 13, 16), žádná linka MHD nebyla omezena pouze na území města Jirkova, ale linka 13 zasahovala do Chomutova pouze jednou zastávkou jménem „Písečná“. Její hlavní funkcí totiž bylo spojení města Jirkova s rychlíkovou železniční zastávkou ležící na trati 130 Ústí nad Labem - Chomutov, která se nachází na jižním okraji Jirkova relativně daleko od samotného města. Síť MHD zahrnovala i obce Droužkovice, Spořice a Černovice v okolí Chomutova. Linka 17 obsluhovala i obce Údlice a Přečaply jihovýchodně od Chomutova. Většina linek byla denní, linka 11 byla noční. Linka 5 vedla mezi zastávkami Vodní a Globus a byla zrušena v roce 2009 z důvodu úspor na nový odbavovací systém. Provoz linky 15 mezi autobusovým a železničním nádražím v Chomutově byl zrušen s koncem června 2007. Linka 16 vznikla 23. dubna 2007 z regionální linky 520140. Linka 17 vznikla k začátku roku 2008 vyčleněním příměstských spojů z linky 7.
Na linkách MHD byl zaveden nástup pouze předními dveřmi, přičemž jednotlivé nepřestupné jízdné se platí odpočítanými mincemi do pokladny u řidiče, který nevydával žádné jízdenky a nevracel mince; souběžně existuje o roku 1997 možnost platit, s mírnou slevou, čipovou kartou.< Pro děti a studenty existují slevy. Od 1. dubna 2005 bylo zavedeno dojezdové tarifní pásmo, ve kterém lze cestovat za polovinu běžného jízdného. Dále existují měsíční časové jízdenky v kategoriích občanská, žákovská, studentská a pro občany ve věku 60–70 let. Pro občany nad 70 let věku existuje pololetní a roční jízdenka, pro držitele zlaté Janského plakety existuje pololetní jízdenka. Časové jízdenky neplatí na noční autobusové lince č. 11, kde platí zvláštní, vyšší a jednotné jednotlivé jízdné.
V roce 2011 byl s podporou ROP NUTS II Severozápad nákladem 32 milionů Kč dokončen projekt integrovaného odbavovacího systému MHD a linkové dopravy kompatibilního s IDS Ústeckého kraje. Do ostrého provozu byl nasazen 1. září 2010.
Dne 11. prosince 2016 došlo k plné integraci MHD Chomutova a Jirkova do integrovaného dopravního systému Doprava Ústeckého kraje (DÚK). Při cestování lze využít jízdenky DÚK s možností přestupu mezi autobusem linkové dopravy (zelené autobusy), vlaky Českých drah a DPCHJ. Následkem bylo přečíslování linek na řadu 3xx, poslední dvojčíslí ale odpovídá původnímu číslu. Např. z linky 01 se stala 301, z 40 se stala 340, atd. Důvodem přečíslování linek bylo snaha, aby nebylo v kraji více linek stejného čísla.

## Dálková a regionální doprava
Mimo závazek veřejné služby, na vlastní komerční riziko, dopravce provozuje linku Jirkov – Chomutov – Praha. Tu již od počátku 90. let provozoval ČAD a ČAD-DP Chomutov pod číslem 40040, později DPCHJ pod číslem 520005, od 30. září 2007 přečíslovanou na 520921. Od 3. června 2007 zavedl linku 522606 Klášterec nad Ohří - Kadaň - Praha, na níž ovšem v úseku Kadaň – Praha nebyly vedeny žádné spoje, roku 2012 pak byla zkrácena do trasy Klášterec nad Ohří - Podbořany.
Po likvidaci dominantní pozice Dopravního podniku Ústeckého kraje a.s. v regionální dopravě v kraji. DPCHJ nebyl mezi dopravci, se kterými kraj uzavřel v září 2006 narychlo smlouvy na provozování linkové dopravy, když se snažil vytěsnit firmy spojené s původním dopravcem. Ve výběrových řízeních vyhlášených v říjnu 2006 se DPCHJ a.s. umístil na prvním místě ve 4 ze 14 oblastí: České středohoří-západ, Chomutovsko, Jirkovsko a Krušné hory-Chomutovsko (neuspěl v oblastech Bílinsko a Podbořansko, kde se umístil na druhém místě). V dodatečné sérii výběrových řízení z února 2007 pak získal ještě oblast Kadaň-Žatec. Pro těchto 5 oblastí s ním kraj uzavřel v roce 2008 smlouvu na období do konce roku 2014. DPCHJ tak získal podíl 14 % na autobusové dopravě objednávané Ústeckým krajem.
Poté, co dopravce BusMat plus s. r. o. dostal 18. prosince 2009 od kraje okamžitou výpověď pro oblast Lounsko-západ, po ní DPCHJ převzal část výkonů (linky 717, 718, 739 a 741) o rozsahu 0,716 milionu km, než celou oblast ve výběrovém řízení získal od na 10 let od 10. prosince 2011 dopravce BusLine; DPCHJ a.s. se svou nabídkou neuspěl ani přes odvolání k ÚOHS.
DPCHJ a.s. opakovaně dostával od Ústeckého kraje pokuty za neplnění smluvních podmínek. Ze 4 pokut pro dopravce, o nichž rada kraje rozhodla 3. července 2007, převážně za používání nevyhovujících, zastaralých autobusů a za nesprávné nebo neúplné vykazování použití autobusů, byla pokuta 135 000 Kč pro Dopravní podnik měst Chomutova a Jirkova druhá nejvyšší. Z 9 pokut, o nichž kraj informoval 6. prosince 2007, především za používání nevyhovujících autobusů, byla pokuta 470 000 Kč pro DPCHJ nejvyšší a zakládala se na tom, že dopravce od srpna používal na Kadaňsku a Žatecku nevyhovující autobus, přičemž za každý den jeho použití činí pokuta 5000 Kč. V letech 2011 a 2012 získal DPCHJ a.s. v anketě Ústeckého kraje titul Nejlepšího dopravce roku, v roce 2012 navíc i 1. místo ve vedlejší kategorii Spolehlivost (v roce 2009 získal v hlavní anketě třetí místo, v roce 2010 získal třetí místo z dvanácti dopravců v hlavní anketě a první místo v kategorii Spolehlivost).
V roce 2012 byly v regionální a zájezdové dopravě vykázány výkony 3,85 milionu km (z toho na zakázkách v závazku veřejné služby pro Ústecký kraj 2,691 milionu km) a cca 2 miliony přepravených cestujících. Na lince do Prahy bylo za rok 2012 vykázáno 0,531 milionu km a 233 tisíc cestujících. Výkony v zaměstnanecké, rekreační a zájezdové dopravě činily 0,625 milionu km a vykázáno bylo 125 tisíc cestujících. V roce 2011 byly výkony v regionální a zájezdové dopravě 3,7 milionu km. V oblasti neveřejné zaměstnanecké dopravy získal podnik v roce 2011 nové zakázky od firem Jeyes, Eaton a Kyocera. Za rok 2009 uváděla výroční zpráva v meziměstské dopravě vypravování 61 autobusů na 41 linkách na 575 spojích o celkové délce 13,4 tisíc kilometrů každý pracovní den. Na tržbách v rámci divize linkové a zájezdové dopravy se v roce 2009 podílela základní dopravní obslužnost 76,52 %, ostatní dopravní obslužnost 8,19 %, pravidelná smluvní doprava 5,22 %, tuzemská zájezdová doprava 7,85 %, zahraniční zájezdová doprava 0,49 %, ostatní nepravidelná smluvní doprava 1,32 % a tržby z reklamy 0,40 %. V roce 2009 uváděla výroční zpráva 451 obsluhovaných zastávek (mimo MHD).

## Snahy o expanzi
V roce 2011 se DPCHJ zúčastnil výběrového řízení na provozování MHD v Bílině na dobu 4 let, realizace zakázky v roce 2012 mu však podle výroční zprávy nebyla umožněna a společnost se domáhala nápravy u ÚOHS a soudů. Výběrové řízení bylo městem Bílina zrušeno. Podle jiných zpráv DPCHJ dopravu od 1. listopadu 2011 převzal, avšak po dvou měsících sporů mezi městem a dopravcem, zvláště kvůli nasazování nízkokapacitních autobusů na vytížené spoje, jej od 1. března 2012 nahradila Veolia Transport Teplice. DPCHJ pro tento provoz zakoupil mimo rámec investičního plánu jeden minibus s kapacitou 37 cestujících.
V roce 2012 se DPCHJ zúčastnil výběrového řízení Plzeňského kraje na zajištění dopravní obslužnosti v oblasti Radnicko na 8 let a neuspěl. Ve zveřejněných výsledcích soutěže nebyl jako účastník ani zmíněn.
Poté, co v dubnu 2013 skupina Abellio ohlásila opuštění České republiky a nabídla dceřiné společnosti Abellio CZ, Probo Bus a PT Real k prodeji, který se měl uskutečnit zhruba do 9 měsíců, učinil Dopravní podnik měst Chomutova a Jirkova kroky ke koupi těchto společností; návrh na podání závazné nabídky projednalo a odsouhlasilo 17. června 2013 zastupitelstvo města Chomutova. Zastupitelstvo města Jirkova záměr rovněž odsouhlasilo. V chomutovském zastupitelstvu nesouhlasil například radní Pavel Karel Markvart (ODS).

## Rekreační doprava
Cestovní agentura společnosti DPCHJ provozovala v roce 2013 o některých sobotách či nedělích v letní sezóně cyklobusy do okolí Chomutova a Jirkova, například na Lesnou, Horu svatého Šebastiána a Boží Dar. V zimní sezóně provozovala o volných dnech skibusy do Krušných hor. Krom objednaných jízd příležitostně pořádála i zájezdy.

## Hospodaření
Za rok 2012 vykazovala výroční zpráva hospodářský výsledek zisku 1,85 milionu Kč před zdaněním, při nákladech 233,81 milionu Kč a výnosech 235,661 milionu Kč. Tržby z pravidelné dopravy činily 103,641 milionu Kč, kompenzace prokazatelných ztrát v závazku veřejné služby 118,827 milionu Kč. Bilanční suma ke konci roku 2012 byla 197,723 milionů Kč, z toho 161,148 Kč činil dlouhodobý majetek, vlastní kapitál společnosti činil 136,522 milionu Kč. Za rok 2011 byl hospodářský výsledek zisk 14,4 milionu před zdaněním, historicky nejlepší, ovlivněný ovšem odložením některých investičních akcí. Tržby za reklamu v roce 2009 činily 2,192 milionu Kč.
V roce 2011 odkoupil DPCHJ od svých akcionářů, tedy měst Chomutova a Jirkova, majetek, který měl dosud v pronájmu, například některé starší trolejbusy, pozemky, dílny, měnírny atd. v hodnotě přes 20 milionů Kč.
Ke konci roku 2012 měla společnost 253 kmenových zaměstnanců, z toho 67 % řidičů, 22 % v dělnické kategorii a zbytek TH pracovníci. Průměrná měsíční mzda činila 23 325 Kč. Ke konci roku 2011 uváděla výroční zpráva 252 kmenových zaměstnanců, z toho asi 50 % tvořili řidiči autobusů (v tom nejsou zahrnuti řidiči trolejbusů), celkem 86 % pracovníci v dělnické kategorii; průměrná mzda činila 22 519 Kč.

## Vozový park
Průměrné stáří autobusů v roce 2011 bylo 7 let u autobusů MHD, 13 let u trolejbusů a necelých 5 let u autobusů meziměstské linkové dopravy. V roce 2009 uváděla výroční zpráva 31 autobusů MHD o průměrném stáří 8,71 roku, 27 trolejbusů o průměrném stáří 11,63 roku a 56 autobusů v divizi LaZD o průměrném stáří 3,59 roku.
V létě 2013 podnik uváděl na svém webu ve vozovém parku MHD 4 autobusy Karosa B 932, 1 kloubový autobus Karosa B 941, 1 autobus Karosa B 952, 2 autobusy Renault PS09B4, 3 autobusy Irisbus PS09D1 Citelis, 1 kloubový autobus Irisbus PU09D1 Citelis, 8 autobusů Solaris Urbino 12, 3 kloubové autobusy Solaris Urbino 18 a 1 minibus Iveco Daily Stratos LF37. Trolejbusový park tvořilo 12 kloubových vozů Škoda 15Tr11/7, 1 kloubový vůz Škoda 25Tr a 5 vozů Solaris Trollino 12AC.
V roce 2009 přijalo představenstvo střednědobou strategii obnovy, spočívající v každoroční výměně nejméně tří autobusů MHD za nové; v roce 2009 byly takto pořízeny dva krátké a jeden kloubový značky Solaris; téhož roku byl koupen jeden nový kloubový trolejbus Škoda a byly provedeny generální opravy 4 starších. V roce 2011 byla pozastavena obnova vozového parku MHD z důvodu zvažování budoucího přechodu na CNG. Roku 2012 byly pořízeny a v rámci úspor na vybrané linky nasazovány midibusy, a to dva vozy Iveco Daily Stratos (LE 37 a LF 38) a 1 vůz SOR CN 8,5. V roce 2013 chtěl podnik zahájit provoz autobusů na zemní plyn, v létě 2012 testoval vypůjčené hybridní autobusy Volvo a Iveco a elektrobus SOR; uvažoval o náhradě trolejbusové dopravy některou z těchto alternativ. V roce 2012 vyhlásil podnik výběrové řízení na zpracování projektu na výstavbu plnicí stanice CNG a obslužných prostor pro vozy CNG. Provozované kloubové autobusy byly vesměs staré ojetiny od DP Hradec Králové, na jaře 2012 byl dodán nový kloubový autobus Solaris Urbino 18.
DPCHJ pro provoz MHD Bílina zakoupil v roce 2011 mimo rámec investičního plánu jeden minibus s kapacitou 37 cestujících.
Vozový park meziměstské (a zájezdové) dopravy podle webu společnosti v létě 2013 tvořily 4 vozy Karosa C 934, 5 vozů Karosa C 954, 1 vůz Karosa C 956 Axer, 24 minibusů Iveco Daily Stratos (z toho 3 ve verzi pro 26 cestujících, 8 vozů ve verzi L27 pro 29 cestujících, 10 kusů ve verzi L37 a 3 kusy LE37 pro 29 cestujících), 1 vůz Iveco Arway 12 (dodán 2009), 1 vůz Iveco Arway 15, 16 vozů Iveco Crossway 10,6 (5 z nich bylo najato na 5letý leasing v roce 2009), 3 vozy Iveco Crossway 12 a 2 vozy SOR CN 9,5. V roce 2009 se podnik zbavil nerentabilního zájezdového autobusu Bova.
Na linku do Prahy byl od října 2012 nasazen nový autobus Arway o délce 15 metrů, pořízený formou dvouletého nájmu s následným odkupem; nahradil dosluhující autobus Ares.
V roce 2011 byly pro regionální dopravu zakoupeny dva autobusy SOR CN 9,5.